# Annaburg
Annaburg è una città tedesca di 6 514 abitanti, situata nel land della Sassonia-Anhalt.

## Geografia antropica
Il territorio della città di Annaburg è diviso in 11 municipalità (Ortschaft):
- Annaburg
- Axien (comprende le frazioni di Axien e di Gehmen)
- Bethau
- Groß Naundorf (comprende le frazioni di Groß Naundorf e di Kolonie)
- Labrun
- Lebien
- Löben (comprende le frazioni di Löben e di Meuselko)
- Plossig
- Premsendorf
- Prettin (comprende le frazioni di Stadt Prettin e di Hohndorf)
- Purzien

Ogni municipalità è amministrata da un "consiglio locale" (Ortschaftsrat) e da un "sindaco locale" (Ortsbürgermeister).

## Amministrazione

### Gemellaggi
Annaburg è gemellata con:
- Verl, dal 1990